# Kanton Saint-Max
Der Kanton Saint-Max ist seit 1973 ein französischer Wahlkreis im Arrondissement Nancy, im Département Meurthe-et-Moselle und in der Region Grand Est (bis 2015 Lothringen); sein Hauptort ist Saint-Max.

## Lage
Der Kanton liegt in der Südhälfte des Départements Meurthe-et-Moselle östlich von Nancy.

## Geschichte
Der Kanton entstand 1973 durch Abspaltung vom Kanton Nancy-Sud. Seit der Abspaltung eines Teilgebiets als Kanton Seichamps am 21. Februar 1997 zählte er bis 2015 nur noch drei Gemeinden. Mit der Neuordnung der Kantone in Frankreich stieg die Zahl der Gemeinden 2015 auf 5. Zu den bisherigen Gemeinden kamen 2015 die beiden bisherigen Kantonshauptorte Malzéville (Kanton Malzéville) und Tomblaine (Kanton Tomblaine) hinzu.

## Gemeinden
Der Kanton besteht aus fünf Gemeinden mit insgesamt 36.258 Einwohnern (Stand: 1. Januar 2022) auf einer Gesamtfläche von 22,00 km²:
| Gemeinde         | Einwohner 1. Januar 2022 | Fläche km² | Dichte Einw./km² | Code INSEE | Postleitzahl |
| ---------------- | ------------------------ | ---------- | ---------------- | ---------- | ------------ |
| Dommartemont     | 567                      | 1,32       | 430              | 54165      | 54130        |
| Essey-lès-Nancy  | 8.733                    | 5,75       | 1.519            | 54184      | 54270        |
| Malzéville       | 7.818                    | 7,53       | 1.038            | 54339      | 54220        |
| Saint-Max        | 10.100                   | 1,85       | 5.459            | 54482      | 54130        |
| Tomblaine        | 9.040                    | 5,55       | 1.629            | 54526      | 54510        |
| Kanton Saint-Max | 36.258                   | 22,00      | 1.648            | 5419       | –            |

Bis zur landesweiten Neuordnung der französischen Kantone im März 2015 gehörten zum Kanton Saint-Max die drei Gemeinden Dommartemont, Essey-lès-Nancy und Saint-Max. Sein Zuschnitt entsprach einer Fläche von 8,92 km2. Er besaß vor 2015 einen anderen INSEE-Code als heute, nämlich 5435.

### Bevölkerungsentwicklung
| 1962   | 1968   | 1975   | 1982   | 1990   | 1999   | 2013   |
| ------ | ------ | ------ | ------ | ------ | ------ | ------ |
| 13.132 | 17.569 | 20.561 | 19.709 | 19.148 | 18.879 | 19.023 |

## Politik
Im 1. Wahlgang am 22. März 2015 erreichte keines der drei Wahlpaare die absolute Mehrheit. Bei der Stichwahl am 29. März 2015 gewann das Gespann Corinne Marchal-Tarnus/Eric Pensalfini (beide UD) gegen Stéphanie Gruet/Grégoire Ruhland (beide PS) mit einem Stimmenanteil von 55,84 % (Wahlbeteiligung:46,54 %).
Seit der Gründung 1973 hatte der Kanton folgende Abgeordnete im Rat des Départements:
| Vertreter im conseil général des Départements | Vertreter im conseil général des Départements | Vertreter im conseil général des Départements |
| Amtszeit                                      | Name                                          | Partei                                        |
| --------------------------------------------- | --------------------------------------------- | --------------------------------------------- |
| 1973–1982                                     | Job Durupt                                    | PS                                            |
| 1982–2001                                     | Jean-Luc Riethmuller                          | UDF                                           |
| 2001–2015                                     | Louis Causero                                 | UMP                                           |
| 2015–                                         | Corinne Marchal-Tarnus Eric Pensalfini        | Union de la Droite                            |